# 山度士 (足球運動員)
萊斯利·佐治·山度士（英語：Leslie George Santos，1967年7月20日—），生於香港，英葡混血兒，已退役香港職業足球員，司職中場，為香港1980年代至2000年代初期最著名足球明星之一。持有國際足協C級足球教練牌照，於退役後成為足球教練，現為車路士足球學校（香港）營運總裁。近年也為東網評述香港超級聯賽。

## 球員生涯
山度士生於香港，早年曾入讀赤柱聖德蘭幼稚園。於小學時就讀於聖若瑟小學，於升中試後本來被派往觀塘地利亞書院，上課僅3日後即被聖若瑟書院邀請返回母校，為校隊在香港學界足球賽事征戰，由C組到A組均奪得冠軍錦標，由於其契爺杜永權（前香港足球代表隊成員）任職香港電燈，所以山度士於約12歲即客串為港燈青年軍上陣。
透過杜永權的老朋友高保強介紹，於13歲加盟南華青年軍，其後獲得提升上預備組，於16歲被保送到荷蘭飛燕諾接受訓練一個月。在1985年球季末，穿上20號球衣的山度士首次為南華甲組隊上陣，分別出戰流浪及愉園，並且連續兩仗均取得入球。隨著南華10號球員黃國安的離隊，山度士正式承繼了南華的10號球衣。於1985年被對手狠剷攔截導致側帶撕裂，養傷半年後便復出，於1986年至1998年為球隊奪得多項主要錦標，包括香港甲組足球聯賽、香港高級組銀牌、香港總督盃及香港足總盃等。
山度士於1992年曾經有機會赴歐洲發展，當年他代表香港五人足球代表隊出戰香港主辦的世界室內五人足球錦標賽，香港由比利時教練靴文斯領軍，靴文斯認為山度士有能力到歐洲落班，想帶他到比利時發展，轉會安排亦已傾妥，可惜山度士不幸受傷未能成行，轉會計劃亦不了了之。
在1995年，山度士遭到星島外援杜卡踢傷膝蓋，賽後證實斷了十字韌帶，由於當時香港尚未有運動創傷專科，山度士成為香港首位接受接駁十字韌帶手術的足球運動員，手術後效果不理想，及後南華支付二十萬安排他前往荷蘭再動手術及進行康復治療，前後兩年才告傷癒，山度士傷癒復出後改穿20號球衣出賽，於1997－98年度球季再改穿8號球衣，
在1999年離開南華，轉會好易通，再一次穿上10號球衣作賽，一年後好易通退出，山度士遂跟隨班主周氏兄弟轉投新加入甲組的晨曦。山度士在2002年協助晨曦贏得球會史上首個香港甲組聯賽冠軍。2002年5月1日，晨曦為山度士在旺角大球場舉辦告別賽，全場滿座。
2009年2月，山度士應香港乙組足球聯賽球隊駿昇大中之邀請，復出客串上陣，協助該隊奪得香港乙組聯賽亞軍，獲得升班資格。2015年10月15日，山度士代表「519香港傳奇足球隊」，在小西灣運動場舉行在的「英超足球大師邀請賽」迎戰「英超足球大師隊」，最終以4–5不敵對手。
曾於訪問中表示，因退役球員胡國雄的一句「踢波用腦㗎，你估真係淨係用隻腳呀？」而令他成為當時新一代的中場指揮官。

## 教練生涯
山度士於退役後出任晨曦助理教練，並且考獲國際足協C級教練證書，後來被提升為足球教練，其後在2005年8月與朋友創辦山度士足球學校，亦經常帶領學員參與義工服務，山度士在2008年至2009年季度暫擔任晨曦足球教練，並且帶領球隊奪得聯賽盃冠軍，因此他在香港足球明星選舉當選最佳教練，成為歷來首位奪得香港足球先生、最佳年青球員及最佳教練三大榮譽。2009年，山度士與英國球會車路士合作，與朋友投資400多萬元，終在樂富一個停車場天台上興建專為學生訓練及比賽而設的藍色人造草地球場，開辦車路士足校學校 (香港)兼成為學校技術總監，簽署合約為期5年。2014年2月，車路士足校學校 (香港)與山度士續約5年，2016年1月，山度士應母會南華邀請出任義務顧問，一季後離開。

## 球場之外
山度士於2008年被邀請客串參與演出足球勵志電視劇「尖子攻略」。2013年9月25日，山度士獲得APEA2013頒發最具承諾企業家獎，以表揚他 對社會服務及慈善活動長期付出。2015年5月17日，山度士被邀請到天主教郭得勝中學與學生切磋，教授球技。

## 家庭生活
山度士已婚並育有兩女兒，父親A·G·山度士與契爺杜永權同為前香港足球代表隊成員，兩位兄長曾分別效力菱電及俠士，而另有兩名兄長則為英軍上陣，5名兄弟經常組隊參加五人小型球比賽。

## 個人榮譽
- 香港傑出運動員（1989、1990、1991年）
- 香港足球先生（1989–90、1990–91季度）
- 香港足球明星選舉 最佳11人（1988–89、1989–90、1990–91、1991–92、1997–98季度）
- 香港足球明星選舉 最佳年青球員（1987–88季度）
- 香港足球明星選舉 最佳教練（2008–09季度）
- 「世紀香港球星選舉」千禧香港球星（2000年）
- 香港體育記者協會 二十佳運動員
- 香港傑出義職人士（2013年）
- 香港傑出義工獎（2013年）
- 香港精神大使（2011年）

## 外部連結
- 香港球星 - 山度士
- 香港足球總會球員註冊資料（页面存档备份，存于）
- 山度士足球訓練學校